# Heilige Liga (1511)
Die Heilige Liga war ein Bündnis zwischen Papst Julius II., den Eidgenossen, dem Königreich Aragonien und der Republik Venedig. Sie wurde im Jahr 1511 gegründet und richtete sich gegen Ludwig XII. Ihr Ziel war es, die Gebiete zurückzuerobern, die dem Kirchenstaat entrissen worden waren, und den Einfluss Frankreichs einzudämmen.
Der Sieg der Liga von Cambrai über Venedig 1509 ließ Frankreich zur dominanten Macht in Oberitalien werden. Papst Julius II. widersetzte sich dieser Entwicklung und gewann durch Vermittlung von Kardinal Matthäus Schiner die Eidgenossen 1510 für ein fünfjähriges Soldbündnis. Dem Bündnis gehörte ab November 1511 auch Heinrich VIII. von England an, der mit einer Tochter des aragonesischen Königs verheiratet war. Der Habsburger Kaiser Maximilian I. verließ sein Bündnis mit Frankreich faktisch im April 1512. Die Liga richtete sich gegen die Expansionspolitik Ludwigs XII. und sollte der Befreiung Italiens, namentlich der Befreiung des 1499/1500 von ihm eroberten Herzogtums Mailand, dienen (siehe Italienische Kriege). Es waren vor allem die Eidgenossen, die mit ihren militärischen Leistungen dafür sorgten, Frankreich aus der Lombardei zu vertreiben.

## Mitglieder
- Kirchenstaat
- Aragón
- Venedig
- Eidgenossenschaft (Soldbündnis)
- England
- Heiliges Römisches Reich

## Verlauf und Entwicklung

### Vertreibung der Franzosen aus Mailand und Italien – bis Sommer 1512
Nachdem das Bündnis am 1. Oktober 1511 geschlossen worden war, entwickelten sich die Dinge nachteilig für die Liga. Ihr Heer wurde in der Schlacht bei Ravenna im April 1512 vernichtend geschlagen. Da mit Gaston de Foix der französische Feldherr zu Tode gekommen war, kollabierte die in Unordnung geratende französische Macht jedoch, so dass sie im Sommer aus dem Herzogtum Mailand und aus ganz Italien wich. Ein Kongress in Mantua vom August beschloss die Rückführung der Sforza nach Mailand und die Rückführung der Medici nach Florenz, also in letzterem Fall den Sturz der an Frankreich gebundenen Herrschaft von Piero Soderini. Der Machtwechsel in Florenz wurde bis zum 1. September gewaltsam umgesetzt.
Die Eidgenossen traten der Allianz nicht bei, doch zogen sie 1511 für den Papst im Kaltwinterfeldzug gegen Frankreich ins Feld (Mailänderkriege). Ein Jahr später eroberten sie im Sold der Liga das Herzogtum Mailand beim Pavierzug.
Maximilian war anfänglich nicht begeistert davon, Massimiliano Sforza wieder auf den Thron zu bringen, doch auf Drängen des Papstes und der Eidgenossen wurde er wieder eingesetzt, er musste jedoch bei seiner Inthronisation zahlreiche Gebiete des Herzogtums an die Eidgenossen abtreten.

### Neues Venezianerbündnis Ludwigs XII. – Frühjahr 1513
Eine Zäsur für die Liga ergab sich im Februar 1513 aufgrund des Todes Julius’ II.: Der neue Pontifex Leo X. widerrief die Bündnisverpflichtungen seines Vorgängers auf dem Stuhl Petri und öffnete sich – wenn auch nicht nur – die Bündnisoption mit Frankreich, weil eine Rückeroberung Mailands ins Aussicht stand. Als geborener Giovanni de’ Medici verfolgte er das Interesse, die Herrschaft seiner Familie über Florenz sicherzustellen.
Weil Venedig aber nicht auf seine Kosten kam, wechselte es zu Frankreich, was zusammen mit dem Tod von Papst Julius II. 1513 das Ende der Heiligen Liga bedeutete.
Am 23. März 1513 schloss sich Venedig im Vertrag von Blois Frankreich an, Hauptziel dieses Vertrages war die Unterbindung des von Julius II. initiierten Einflusszuwachses der Eidgenossen in Norditalien und die Zurückholung Mailands unter die Kontrolle Frankreichs. Der Medici-Papst Leo X. zeigte sich scheinbar zur Neutralität verpflichtet. was die Lage der Liga weiter verkomplizierte und zu einer Umklammerung Mailands führte. Anlass waren Besitzstreitigkeiten gegenüber Maximilian, die aus der Zeit vor April 1512 herrührten, nunmehr wieder aufleben durften und durch einen Ausschluss der Venezianer aus der Liga durch Julius II., eine päpstliche Entscheidung vom Februar 1513, Nahrung erhalten hatten.
Spanien, die Habsburger, das wiederhergestellte Sforza-Mailand und die Schweizer hingegen führten die Liga fort oder schlossen Nachfolgeverträge. Dies veranlasste die Eidgenossen, im Spätfrühling mehrere tausend Mann Verstärkung zu entsenden, um die französischen Truppen vor Novara zu treffen und die Sicherheit von Massimiliano Sforza zu gewährleisten. Mit Blick auf das Herzogtum Mailand besiegten die Schweizer am 6. Juni 1513 eine Armee von Ludwig XII. in der Schlacht bei Novara, so dass den Franzosen eine Revision in Italien vorerst misslang. Im Oktober darauf wurde das venezianische Heer bei Vicenza in der Schlacht von La Motta von den Spaniern geschlagen. Heinrich VIII. attackierte Frankreich 1513 zeitweilig in Flandern in der Schlacht bei Guinegate (1513) und es gelang ihm Tournai Ende September 1513 einzunehmen und die Feldzugsaison erfolgreich zu beenden, während die Schweizer nach einem Einfall nach Dijon, der Hochburgund galt, durch eine betrügerische, später von Ludwig XII. nicht ratifizierte Übereinkunft mit dem Statthalter Louis La Trémoille zum Abzug bewegt werden konnten.

### Eroberung Mailands durch Franz I. und Bündniswechsel Leos X. – 1515
Die Eidgenossen konnten Mailand als Protektorat nicht lange halten. Zwei Jahre später, am 13./14. September 1515, konnte Franz I. von Frankreich zusammen mit Venezianischen Truppen die im Sold der Rest-Liga stehenden Schweizer bei Marignano besiegen und Mailand zurückgewinnen. Leo X., der sein Papstamt genutzt hatte, als Mittlerfigur aufzutreten, hatte im Laufe des Jahres 1514 Verträge mit beiden Parteien geschlossen und konnte sich zuletzt dem Sieger anschließen. Als Endpunkt der Liga kann daher Oktober 1515 mit dem päpstlich-französischen Vorvertrag von Viterbo betrachtet werden, spätestens aber das Treffen von Papst und König in Bologna Anfang Dezember des Jahres. Das Bündnis von Leo X. und Franz I. wurde bis in das Frühjahr 1521 die neue Hauptkoordinate Italiens.

## Allgemeinhistorische Einordnung
Im Rückblick auf die Italienkriege kann die Heilige Liga von 1511 insofern als Erneuerung der Heiligen Liga von Venedig von 1495 angesehen werden, als es sich gleichfalls um eine Allianz großer Teile der Christenheit gegen Frankreich handelte, Italien im Blickfeld lag und die großen Bundesgenossen sehr ähnlich vertreten waren.
Im Überblick der europäischen Frühneuzeit kann die Liga ferner als Vorbild für die späteren großen europäischen Allianzen gegen Frankreich gesehen werden, zumal 1516 mit dem spanischen Erbfall Karls von Burgund bzw. Karls V. die sogenannte Umklammerung Frankreichs als konstitutives, bis in das 18. Jahrhundert fortwirkendes Motiv europäischer Politik hinzutrat.